# Irene Ware
Irene Ware, nata Irene Ahlberg (New York City, 6 novembre 1910 – Orange, 11 marzo 1993), è stata un'attrice statunitense.

## Biografia
Di padre svedese e con madre di origini austriache, Irene Ahlberg lavorava a New York come stenografa quando nel 1929 vinse il concorso di Miss Greater New York, e subito dopo quello di Miss Stati Uniti, acquisendo così il diritto di partecipare all'International Pageant of Pulchritude, tenuto a Galveston, in Texas, in Europa chiamato impropriamente concorso di Miss Universo. Si classificò seconda dietro Miss Austria, guadagnando un premio di mille dollari e vedendosi aperte le porte del mondo dello spettacolo.
Dal 1929 al 1931 si esibì a Broadway nella compagnia di rivista di Earl Carroll, poi nel 1932, con un contratto della Fox andò a Hollywood, prendendo il nome di Irene Ware. Esordì con una particina nel film Society Girl, ma fu la protagonista femminile nel successivo Chandu the Magician di Marcel Varnel, e raggiunse l'apogeo della sua carriera nel 1935 e nel 1936 con Locomotiva n 2423, The Raven, False Pretenses, Murder at Glen Athol e Il prigioniero volontario.
Dal 1937 al 1938 lavorò in Inghilterra, partecipando ai tre film The Live Wire,  No Parking e  Around the Town. Nel 1940, a seguito del matrimonio con lo sceneggiatore John Meehan e la successiva nascita di due figli, lasciò il cinema.

## Filmografia parziale
- Society Girl (1932)
- Chandu the Magician (1932)
- Ancora sei ore di vita (1932)
- My Weakness (1933)
- La moglie è un'altra cosa (1934)

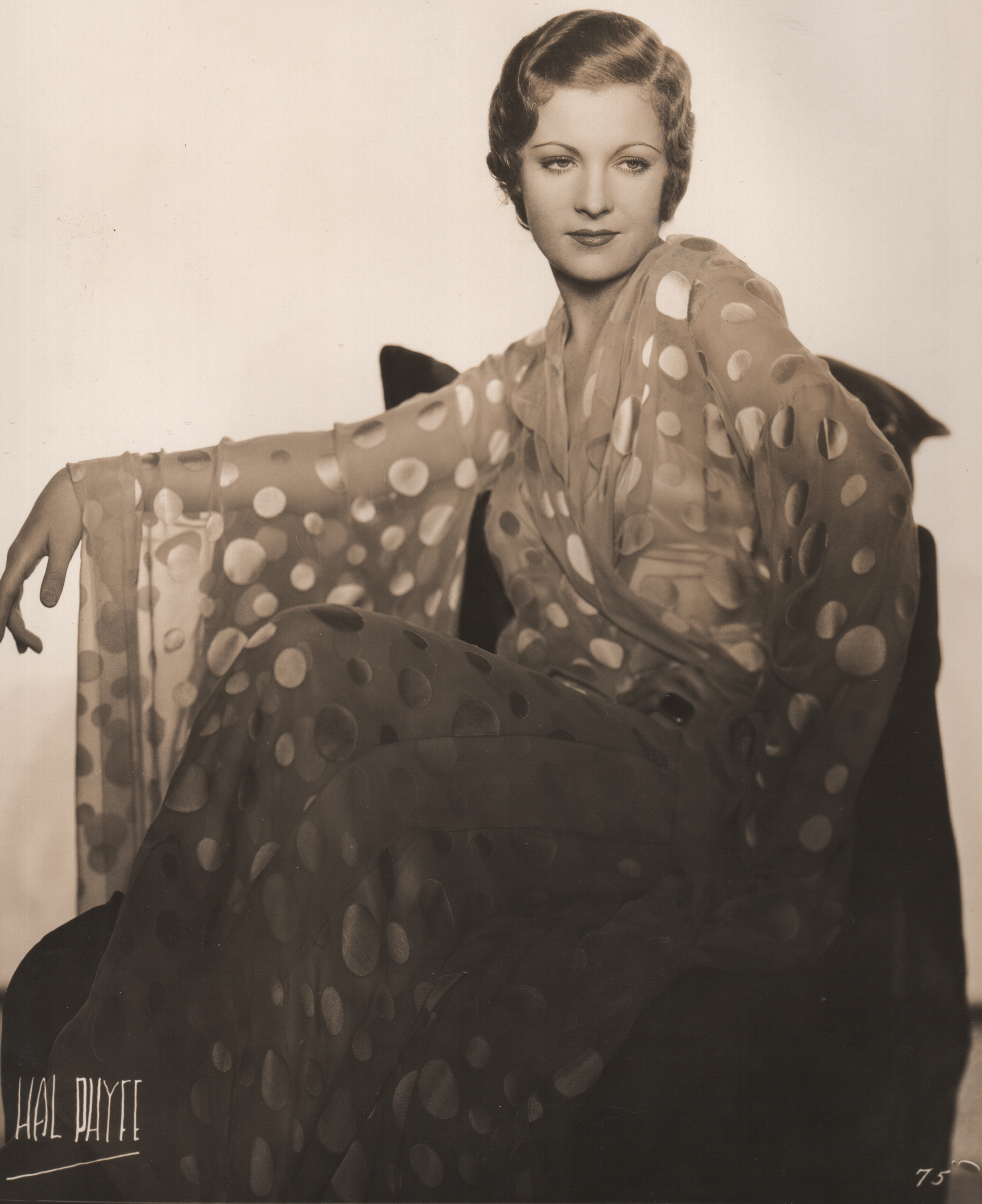
Irene Ware in Chandu the Magician

- Gli amori di Benvenuto Cellini (1934)
- La vita notturna degli dei (1935)
- Locomotiva n 2423 (1935)
- The Raven (1935)
- False Pretenses (1935)
- Murder at Glen Athol (1936)
- Il prigioniero volontario (1936)
- Amore in otto lezioni (1936)
- The Live Wire, regia di Herbert Brenon (1937)
- Around the Town (1938)
- Outside the Three-Mile Limit (1940)